# Scandali... nudi
Scandali... nudi è un film del 1963 diretto da Enzo Di Gianni.

## Trama
Un manager teatrale vuole mettere in scena uno spogliarello ma la moglie gelosa pone molti ostacoli sulla sua strada.